# 氏家行廣
氏家行廣（1546年—1615年6月4日）是日本戰國時代的人物，西美濃三人眾的氏家卜全的二男。兄長氏家直昌、弟氏家行繼。
於1583年成為家督後，於小田原攻略戰有功，被封於伊勢桑名二萬二千石的大名，關原之戰中屬於西軍，西軍戰敗後，被德川家康勒令成為浪人。大坂之陣前，德川家康曾以十萬石作為引誘，但是拒絕，加入豐臣軍，化名為荻野道喜，最後在夏之陣中得知大坂城攻陷而自盡。